# Albert-Louis Roulet
Albert-Louis Roulet (1841 - 1886), was een Zwitsers politicus.
Albert-Louis Roulet studeerde medicijnen en was dokter. Hij was lid van de Radicale Partij (Parti Radical) van het kanton Neuchâtel (kantonsafdeling van de federale Vrijzinnig Democratische Partij). Hij was ook lid van de Staatsraad van Neuchâtel. Hij was ook lid van de Nationale Raad (tweede kamer van de Bondsvergadering).
Albert-Louis Roulet was van 1881 tot 1882 voorzitter van de Staatsraad (dat wil zeggen regeringsleider) van Neuchâtel. 
Roulet was een vrijmetselaar en behoorde tot de Loge La Bonne Harmonie in de stad Neuchâtel.